# Hohenroda
Hohenroda è un comune tedesco di 3 099 abitanti , situato nel land dell'Assia.